# Savane au Lait
Savane au Lait es una sección de comuna que forma parte de la comuna haitiana de Juana Méndez.

## Demografía
| Gráfica de evolución demográfica de Savane au Lait entre 2009 y 2015 |
|                                                                      |

Los datos demográficos contemplados en este gráfico de la sección de comuna de Savane au Lait son estimaciones que se han cogido para los años 2009, 2012 y 2015 de la página del Instituto Haitiano de Estadística e Informática (IHSI). 